# Municipio de Willow Hill
El municipio de Willow Hill (en inglés: Willow Hill Township) es un municipio ubicado en el condado de Jasper en el estado estadounidense de Illinois. En el año 2010 tenía una población de 639 habitantes y una densidad poblacional de 7,22 personas por km².

## Geografía
El municipio de Willow Hill se encuentra ubicado en las coordenadas 38°59′7″N 88°0′37″O / 38.98528, -88.01028. Según la Oficina del Censo de los Estados Unidos, el municipio tiene una superficie total de 88.47 km², de la cual 88.39 km² corresponden a tierra firme y (0.09%) 0.08 km² es agua.

## Demografía
Según el censo de 2010, había 639 personas residiendo en el municipio de Willow Hill. La densidad de población era de 7,22 hab./km². De los 639 habitantes, el municipio de Willow Hill estaba compuesto por el 97.5% blancos, el 0.78% eran afroamericanos, el 0.63% eran amerindios, el 0.31% eran asiáticos, el 0.16% eran isleños del Pacífico, el 0.31% eran de otras razas y el 0.31% pertenecían a dos o más razas. Del total de la población el 0.31% eran hispanos o latinos de cualquier raza.